# Rusningstrafik (musikalbum)
Rusningstrafik är ett studioalbum av Lars Winnerbäck, släppt 25 augusti 1997. Inspelad och mixad av Christian Edgren och Johan Johansson i Traxton Recording, Lennonplant och Kapsylen, Stockholm sommaren 1997.

## Låtlista
1. En av alla dom (4:27)
2. Ingen har lust (2:58)
3. Nån annan (3:14)
4. Rusningstrafik (4:38)
5. Höst på min planet (3:11)
6. Balladen om konsekvenser (4:33)
7. Vår för Hjärter Dam (3:58)
8. Psalm i januari (4:17)
9. En svår och jobbig grej (5:13)
10. Låg (3:36)
11. Nu är alla små stjärnor (2:31)
12. Vänner (3:49)

## Medverkande musiker
- Lars Winnerbäck - sång, akustisk gitarr
- Johan Johansson - trummor, slagverk, elgitarr, akustisk gitarr, kazoo
- P H Andersson - fiol, blockflöjt, elgitarr, kör
- Niko Röhlcke - piano, dragspel
- Ola Nyström - elgitarr, akustisk gitarr
- Martin Söderström - akustisk bas, kör, elbas på #8
- Lasse Bax - elbas
- Matoula Zacharidou - altfiol
- Mattias Nyberg - cello
- Lotta Nilsson - kör
- Christian Edgren - trumpet
- Stråkarrangemang på "Rusningstrafik" av P H Andersson och Mattias Nyberg, stråkarrangemang på "Vänner" av P H Andersson
- Kör på "Låg": Johan Johansson, Lotta Nilsson, Karin Renberg, Miranda Renberg, Vanja Renberg, Stefan Sundström
- Allsång på "Nu är alla små stjärnor": Filip Adamo, P H Andersson, Christian Edgren, Qina Hermansson Johan Johansson, Björn Jonsson, Lotta Nilsson, Karin Renberg, Miranda Renberg, Vanja Renberg, Stefan Sundström, Puttra Wikdahl, Barbro Winnerbäck

## Listplaceringar
| Lista (1997) | Topplacering |
| ------------ | ------------ |
| Sverige      | 58           |